# 作田荘一
作田 荘一（さくた しょういち、古い文書では“莊一”、読みを「そういち」とするのは誤り　1878年12月1日 - 1973年2月9日）は、日本の経済学者。満洲建国大学初代副総長、経済学博士、京都帝国大学名誉教授。作田啓一の父。戦前日本における統制経済の権威である。

## 来歴
山口県に藤本家の5男として生まれる。藤本家の家計の都合により高等小学校から上級学校への進学が困難であったため作田家の養子となり作田姓となる。山口高等学校（旧制山高）を経る。1905年、東京帝国大学法科大学経済学科卒業。1908年から1911年まで、中国の武昌湖北法政学堂（現在の武漢大学法学院）で経済学を教える。高等文官試験に合格し逓信事務官となる。
1930年（昭和5年）、「自然経済と意志経済、経済学の根本問題」で京都帝国大学経済学博士。
1912年（明治45年）山口高等商業学校教授、1923年（大正12年）京都帝国大学助教授、1930年（昭和5年）同教授、1931年同経済学部長などを歴任。1936年（昭和11年）、『国体の本義』編纂委員を務めた。1938年（昭和13年）京大を退官し、建国大学創設準備委員を経る。1939年（昭和14年）、満洲建国大学副総長兼研究院長となる。1942年（昭和17年）、中国人学生大量検挙の責任をとって辞任するまで勤め、退職後は同名誉教授となる。
戦後は龍谷大学などで教えた。森信三と交流があったことが知られている。

## その他
作田と河上肇は思想的には反対だが、学生時代は山口高等中学校（旧制山高の前身）の寮で1年間同室、山口高商教授だった作田を京都帝大助教授に推薦したのは京都帝大教授の河上であり、また京都帝大では研究室が隣でもあり、両者の親交は河上の死まで続いた。
国民精神文化研究所経済科では、正反対の立場にある統制経済派の作田荘一が戦時経済、市場原理派の山本勝市がマルクス主義批判を研究、教育した。

## 著作
- 『自然經濟と意志經濟－經濟學の根本問題－』弘文堂書房、1929
- 『現代國民經濟の趨勢』靑年敎育普及會、1932
- 『世界經濟學』〔經濟學全集・第60巻〕改造社、1933
- 『日本國家主義と經濟統制』靑年敎育普及會、1934
- 『國民科學の成立』國民精神文化研究所、1934／弘文堂書房、1935
- 『經濟生活に於ける創造者としての國家』日本文化協會出版部、1935
- 『我が國民經濟の進路』國民精神文化研究所、1935
- 『國民經濟と世界經濟』國民精神文化研究所、1937
- 『支那事變の意義』國民精神文化研究所、1937
- 『唯心史觀』國民精神文化研究所、1938
- 『我が國體と經濟』内閣印刷局、1940
- 『國家論』弘文堂書房、1940
- 『經濟の道』弘文堂書房、1941
- 『修身道徳』建國大学研究院、1941
- 『大東亞戰の意義』同志同行社、1942
- 『現代科學と滿洲國學』滿洲帝國協和會建國大學分會出版部、1942
- 『皇國の進路』弘文堂書房、1944
- 『時代の人 河上肇』開顕社、1949
- 『道の言葉』〔全6巻〕道の言葉刊行会、1961